# Junior (americká hudební skupina)
Junior je americká pop punková hudební skupina, která vznikla v roce 2001 v Gladewateru v Texasu. Skupinu založili Kiley Bland (zpěv, kytara), Adam Hoffoss (basová kytara, doprovodný zpěv) a Steve Cox (bicí, doprovodný zpěv). Bland a Cox oba pochází z chudých farmářských měst a seznámili se spolu na střední škole právě v Gladewater, kde začali společně hrát. Jejich snem vždy bylo odejít ze zapadlého města a založit si skupinu. Hoffoss pochází z Dixie Inn v Louisianě z rodiny, která vlastní restaurant Hamburger Happiness.
Jejich styl lze označit jako cowpunk, kombinující prvky pop punku, jižanského rocku a klasického rocku. Kapelu nejvíce ovlivnily kapely Bowling for Soup, Lynyrd Skynyrd a Reel Big Fish, se kterými několikrát vyrazila na turné. Dále podporovala při turné taktéž skupiny Unwritten Law, The All-American Rejects a Everclear. 
Svoje první album vydala kapela v roce 2004 s názvem Y'all Ready to Rock?. V roce 2007 pak kapela vydala svoje druhé studiové album s názvem Are We Famous Yet?, ze kterého vzešly dva singly „What Was I Thinking“ a „She's So Amazing“, na kterém se podílel Jaret Reddick, frontman Bowling for Soup.

## Diskografie
- Y'all Ready to Rock? (2004)
- Are We Famous Yet? (2007)